# Scheibenstand
Der Scheibenstand ist eine Einrichtung in der Schweiz, in der für das Schiesswesen ausser Dienst notwendige Scheiben aufgestellt werden und die Projektile im Kugelfang aufgefangen werden. Ein Scheibenstand muss strenge Sicherheitsauflagen erfüllen.

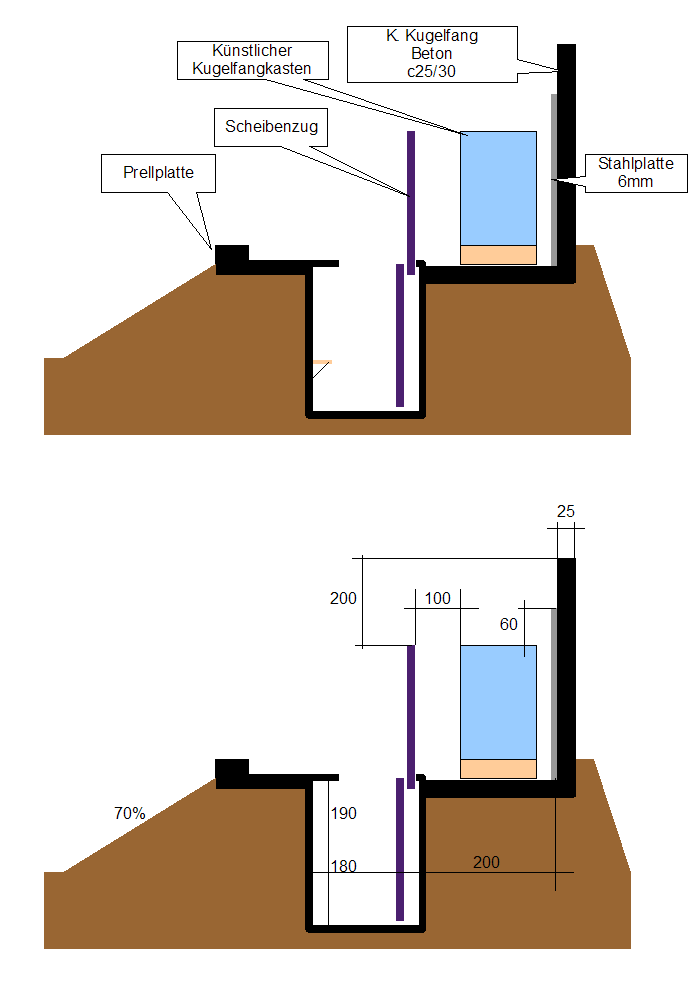
Skizze mit Vermaßung eines 300-m-Scheibenstandes

Es wird unterschieden in Scheibenstände für manuell gezeigte Scheiben und Scheibenstände für elektronisch gezeigte Scheiben. Es sind auch Mischformen möglich. In der Schweiz sind grösstenteils Scheibenstände der Mischform vorhanden. Dies ist daher, dass die Umrüstung auf elektronische Anlagen ab ca. den 1980er Jahren erfolgt.

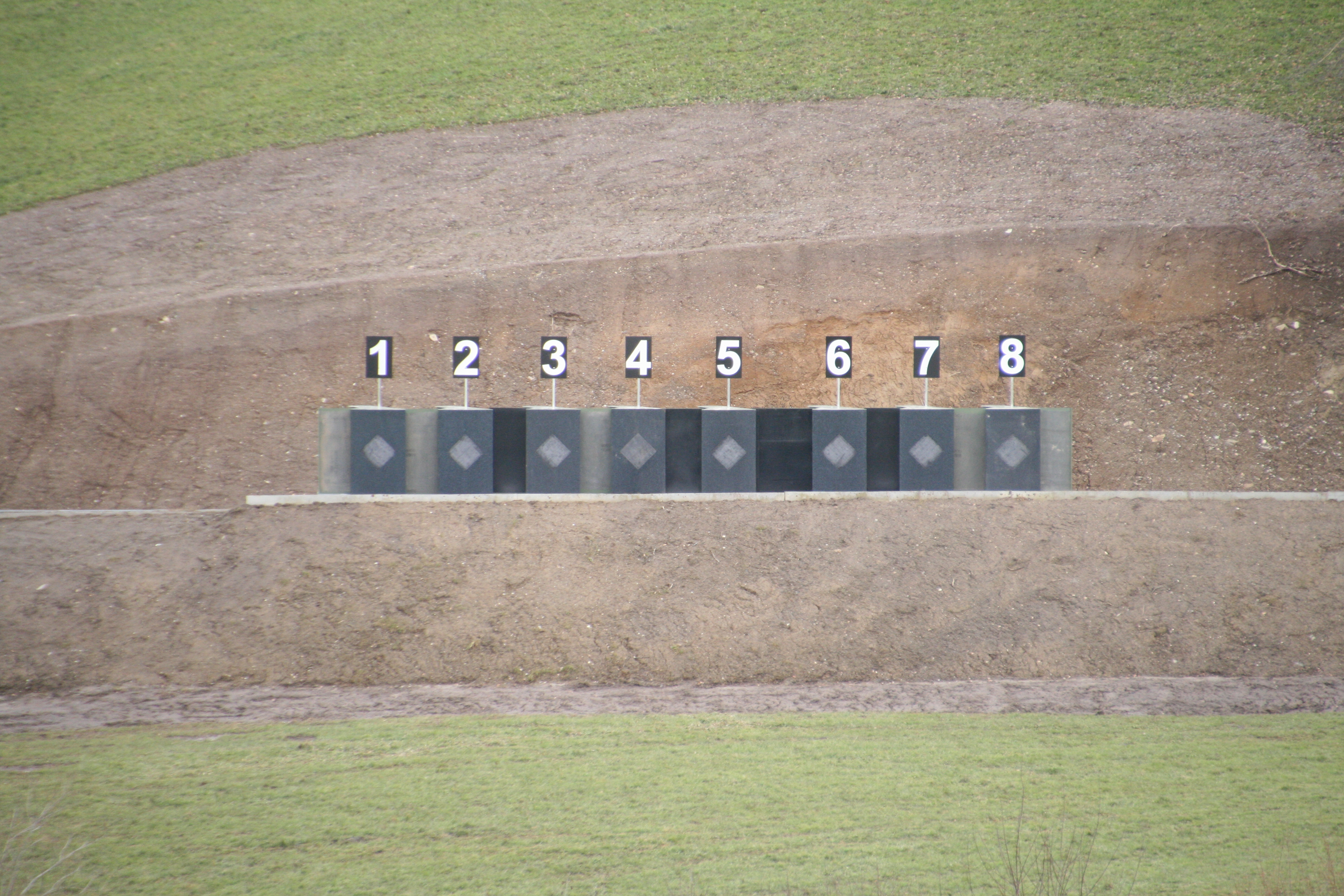
Scheibenstand einer 300-m-Schiessanlage

Die Hauptbauteile einer Scheibenanlage für das 300-m-Schiessen sind:
- Vordere Grabenwand
- Prellplatte
- „Bunker“ für die Zeiger
- Scheibenzug mit Scheiben
- Künstlicher- oder natürlicher Kugelfang
- Künstlicher Kugelfangkasten

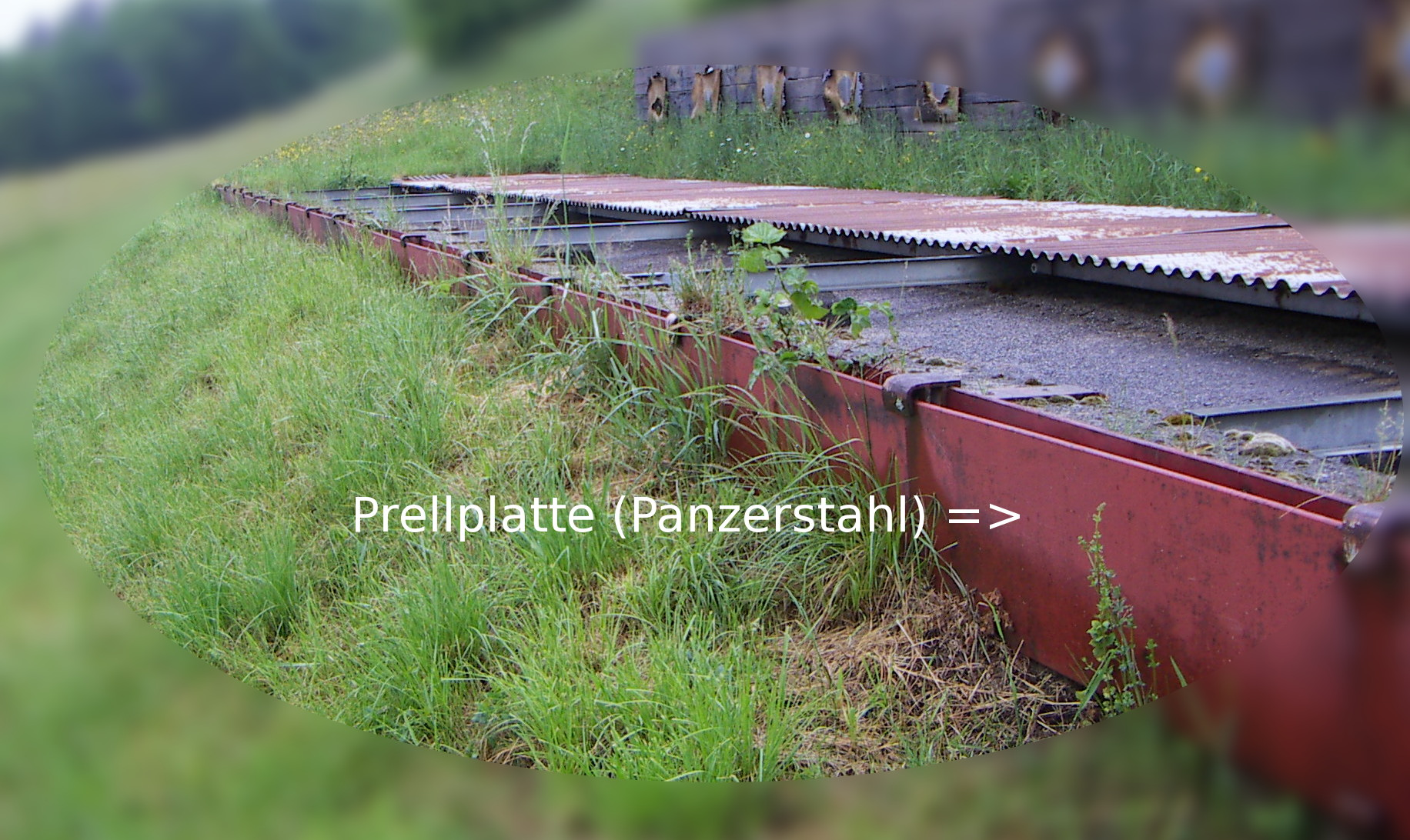
Detailansicht einer Prellplatte an einem 300-m-Scheibenstand

Bei Kurzdistanzanlagen wie bei 25 und 50 m entfallen in der Regel eigene Scheibenstände. Der Kugelfang ist im Aufbau ähnlich wie bei den 300-m-Anlagen.